# 垂枝長葉暗羅
垂枝長葉暗羅（學名：Monoon longifolium）又名長葉單籽暗羅，别名鸡爪树、印度塔树，是番荔枝科單籽暗羅屬植物，過去曾被歸類於暗罗属。

## 形態
本種為高大的常綠喬木，株高可达9米（30英尺高），原产于印度和斯里兰卡。主干高耸挺直，而其亮綠色柔軟而波狀邊緣的枝條葉子则下垂緊靠高大而挺直的樹榦，呈现出锥形或塔状的独特风格。
垂枝暗罗生长较慢，性喜高温、高湿和强光环境，耐热、耐干旱、耐贫瘠土壤，成株较耐风，但不耐阴。生长适温为22～32℃。
- 垂枝長葉暗羅种子和果实
- 垂枝長葉暗羅之花，印度海得拉巴.
- 叶子
- 垂枝長葉暗羅（攝於台灣嘉義市立港坪運動公園）

## 文化
印度常用這種葉子作為寺院的裝飾品，也可减轻噪声污染。因其葉子形態與佛教聖樹無憂樹（Saraca asoca）相似而常被誤認，因此亦被称為“無憂樹”、“阿育王树”或“假無憂樹”。印尼雅加达部分地区有广泛种植。